# Abel Miglietti
Abel Miglietti (* 4. března 1946, Lourenço Marques) je bývalý portugalský fotbalista mosambického původu, útočník.

## Fotbalová kariéra
Začínal v Benfice Lisabon, se kterou získal v roce 1969 mistrovský titul a v letech 1969 a 1970 vítězství v portugalském fotbalovém poháru. Dále hrál portugalskou ligu za FC Porto, Vitórii Guimâraes, SC Beira-Mar a FC Penafiel. Kariéru zakončil v nižších soutěžích v Rio Ave FC a USC Paredes. V Poháru UEFA nastoupil v 11 utkáních a dal 7 gólů. Za portugalskou reprezentaci nastoupil v letech 1972–1973 ve 4 utkáních. 

## Ligová bilance
| Ročník                        | Zápasy | Góly | Klub              |
| ----------------------------- | ------ | ---- | ----------------- |
| 1. portugalská liga 1967/1968 | 0      | 0    | Benfica Lisabon   |
| 1. portugalská liga 1968/1969 | 5      | 0    | Benfica Lisabon   |
| 1. portugalská liga 1969/1970 | 7      | 1    | Benfica Lisabon   |
| 1. portugalská liga 1970/1971 | 26     | 11   | FC Porto          |
| 1. portugalská liga 1971/1972 | 30     | 17   | FC Porto          |
| 1. portugalská liga 1972/1973 | 30     | 17   | FC Porto          |
| 1. portugalská liga 1973/1974 | 27     | 15   | FC Porto          |
| 1. portugalská liga 1974/1975 | 9      | 1    | FC Porto          |
| 1. portugalská liga 1975/1976 | 16     | 3    | Vitória Guimâraes |
| 1. portugalská liga 1976/1977 | 29     | 8    | SC Beira-Mar      |
| 2. portugalská liga 1977/1978 | -      | -    | SC Beira-Mar      |
| 2. portugalská liga 1978/1979 | -      | -    | FC Penafiel       |
| 2. portugalská liga 1979/1980 | 30     | 12   | FC Penafiel       |
| 1. portugalská liga 1980/1981 | 30     | 3    | FC Penafiel       |
| CELKEM 1. portugalská liga    | 209    | 76   |                   |